# Meshech Weare
Meshech Weare (* 16. Juni 1713 in Hampton Falls, Rockingham County, New Hampshire Colony; † 14. Januar 1786 ebenda) war ein US-amerikanischer Politiker und von 1776 bis 1785 der erste Präsident von New Hampshire. Er übte damit faktisch das Amt eines Gouverneurs aus, das in dem Bundesstaat erst einige Jahre später eingeführt wurde.

## Frühe Jahre und politischer Aufstieg
Meshech Weare wuchs als britischer Bürger in der damaligen Kolonie New Hampshire auf. Er studierte bis 1735 an der Harvard University und plante ursprünglich, Geistlicher zu werden. Diesen Plan gab er nach seiner Heirat auf. Nach einem späteren Jurastudium begann er als Rechtsanwalt zu arbeiten.
Weares politischer Aufstieg begann im Jahr 1739. In diesem Jahr wurde er bei der Stadt Hampton Falls als „Town Moderator“ angestellt. In den folgenden Jahren wurde er Mitglied des kolonialen Repräsentantenhauses. Dreimal war er dessen Präsident (Speaker) und acht Jahre lang Schriftführer (Clerk). Im Jahr 1754 war er ein Delegierter auf dem Albany-Kongress. Weare unterstützte die amerikanische Unabhängigkeitsbewegung. Er war maßgeblich an der Ausarbeitung der ersten, noch provisorischen Staatsverfassung von New Hampshire beteiligt. Diese trat bereits im Januar 1776 in Kraft, über ein halbes Jahr vor der Unabhängigkeitserklärung der Vereinigten Staaten. New Hampshire war damit die erste Kolonie, die sich von England lossagte. Diese Verfassung galt bis 1784 und sah noch keine ausdrückliche Gewaltenteilung vor. Die Exekutive war mit der Legislative verschmolzen und wurde von einem sogenannten Sicherheitsausschuss (Committee of Safety) geleitet, dessen Vorsitzender Weare wurde.

## Präsident von New Hampshire
Meshech Weare führte als Vorsitzender des Sicherheitsausschusses den Titel „Präsident von New Hampshire“. Gleichzeitig war er von 1776 bis 1782 oberster Richter des neuen Staates. Diese Ämter übte er während des gesamten Amerikanischen Unabhängigkeitskrieges aus. 1782 wurde er in die American Academy of Arts and Sciences gewählt. Nachdem 1784 eine neue Staatsverfassung in Kraft trat, wurde er für ein Jahr zum ersten offiziellen Gouverneur dieses Staates gewählt, der immer noch den Titel „Präsident“ trug. Erst unter Josiah Bartlett, der zwischen 1790 und 1794 Regierungschef von New Hampshire war, wurde der Titel „Präsident“ abgeschafft und durch „Gouverneur“ ersetzt. Zusammengenommen leitete Meshech Weare die Politik New Hampshires zwischen dem 15. Juni 1776 und dem 1. Juni 1785. Später wurde er oft als „Vater seines Staates“ bezeichnet.
Nach dem Ende seiner Amtszeit zog er sich in den Ruhestand nach Hampton Falls zurück, wo er im Januar 1786 verstarb. Meshech Weare war zweimal verheiratet.